# Cradle of Aviation Museum
O Cradle of Aviation Museum é um museu aeroespacial localizado em Garden City, Long Island, Nova York. Foi fundado para apresentar a história da aviação de Long Island bem como parte da história da aviação norte-americana.
Está localizado em uma extinta Base da Força Aérea, também conhecida como Mitchel Field, que hoje se tornou um complexo multiúso que dá sede a várias instituições. Também fica próximo ao antigo aeródromo Roosevelt Field e de outros também extintos e localizados Hempstead Plains, cujo local é marcado por vários eventos históricos associados à aviação do país. Vários voos históricos foram realizados nesse local na década de 1920, sendo que já naquela época o agrupamento dos aeródromos era apelidado de "The Cradle of Aviation", que mais tarde batizou o atual museu. Foi do então aeródromo de Roosevelt Field, que Charles Lindbergh decolou com o seu Spirit of St. Louis, em 20 de maio de 1927, na sua missão de travessia do Atlântico, sem escalas, até o aeroporto de Le Bourget, em Paris, na França.

## Long Island: "The Cradle of Aviation"
Feitos históricos da localidade que motivaram a denominação "Cradle of Aviation:"
- 1873 – Primeiro voo filmado sobre a ilha: um balão pilotado por W. H. Donaldson de Brooklyn ao Queens Village.
- 1874 – Mais voos de balões, de New York a Lynbrook e de Lynbrook a Hempstead.
- 1909 – Glenn Curtiss voa 25 milhas em um avião a partir de Mineola e obtem o Scientific American Prize.
- 1910 – O torneio aéreo internacional é sediado em Belmont Park.
- 1911 - Calbraith Perry Rodgers realize o seu voo transcontinental, de Sheepshead Bay até a California com o "Vin Fiz Flyer".
- 1916 – Primeiro voo noturno.
- 1917 – Primeiro voo de aeronave sem piloto, com o Sperry Aerial torpedo.
- 1919 – Primeira travessia transatlântica por um dirigível R34 que chega a Roosevelt Field na Inglaterra.
- 1923 – Primeiro voo sem escalas transcontinental de avião voando de Mitchel Field até San Diego, CA por John A. Macready e Oakley G. Kelly.
- 1924 – Primeiro voo ao redor do mundo chega em Mitchel Field.
- 1927 – Primeiro voo solo, transatlantic e sem escalas, realizado por Charles Lindbergh de Roosevelt Field até Paris, França.
- 1927 – Primeiro voo transatlantic com passageiro realizado por Clarence D. Chamberlin de Roosevelt Field até Eisleben, Alemanha.
- 1929 – Primeiro voo por instrumentos realizado por Jimmy Doolittle no aeródromo Mitchel Field. Os instrumentos de voo foram desenvolvidos em Long Island.

O primeiro curador do Cradle of Aviation Museum foi William K. Kaiser, que deu sua contribuição na lista de feitos históricos da aviação, registrados na localidade. Ele foi um dos pilotos na primeira travessia do Atlântico em uma  aeronave não-rígida em 1944 representando a Marinha dos EUA. Por suas contribuições educacionais e trabalho na curadoria do Cradle of Aviation Museum, Kair foi nomeado um “Jimmy Doolittle Fellow” e um “Ira Eaker Fellow” pela Air Force Association Aerospace Education Foundation em 1986.

## Origem
Kaiser e George C. Dade, o primeiro diretor do museu, juntamente com Henry Anholzer da Pan American Airlines e uma equipe de voluntários, adquiriram e restauraram inúmeras aeronaves. Essas aeronaves representavam alguns dos feitos históricos ocorridos em Long Island e sua indústria aeroespacial local. A primeira aquisição foi um Curtiss JN-4D da Primeira Guerra Mundial descoberto em um celeiro de porcos de Iowa por Dade em 1973. Aparentemente, Lindbergh confirmou mais tarde que este era o seu primeiro avião. De acordo com o boletim datado da primavera de 1979, o museu também teve um Ryan Brougham (avião similar ao Spirit of St. Louis), Republic P-47N Thunderbolt, Republic Seabee, Grumman F-11A Tiger e um Modulo espacial Grumman Lunar. Essas aeronvaes foram estacionadas nos hangares 3 e 4 da antiga Mitchel Air Force Base, que foi adquirida pela Nassau County quando a base foi fechada em 1961.  Em 1980, o museu abriu novamente com apenas um punhado de aeronaves não restauradas e estacionadas nos hangares. O principal programa de renovação e expansão ocorrido no fim da década de 1990 permitiu que o museu reabrisse oficialmente as suas instalações para exposição aos visitantes em 2002.

## Acervo
Atualmente o museu possui cerca de 60 aeronaves e réplicas em escala original ou reduzida de vários aviões de época, incluindo o Curtiss Jenny de Charles Lindbergh, um A-10 Thunderbolt II e Grumman F-14 Tomcat, e um não utilizado modulo Lunar Apollo, LM-13. O LM-13 estava programado para pousar na lua com a missão Apollo 18, mas com o cancelamento do programa permaneceu em terra, em um local próximo a Bethpage em New York até ser adquirido pelo museu.

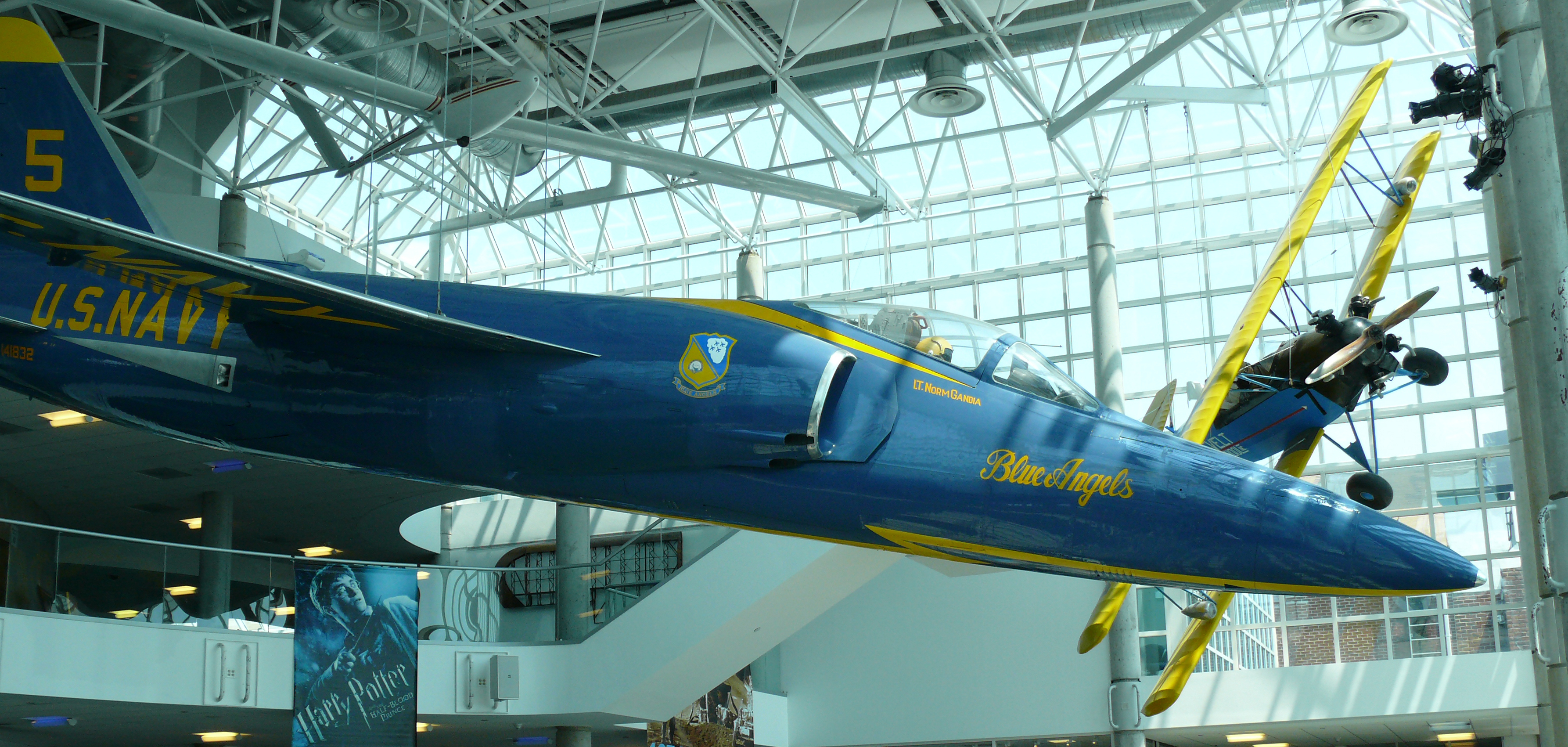
Grumman F-11F e um Biplano Fleet Model 2 em exposição no museu

Muitos dos guias turísticos e os trabalhadores da seção de restauração do museu trabalharam na Grumman Aerospace Corporation, companhia que muito contribuiu para o acervo do museu.
O museu é um dos mais populares da categoria nos Estados Unidos e é conhecido por suas instalações inovadoras, incluindo exibições únicas de áudio e visual, hands-on e experiências interativas. O curador de longa data do museu, Joshua Stoff (1985-presente), é um autor respeitado nos círculos da aviação.
Além do próprio museu, o complexo abriga o teatro Jet Blue Dome com filmes em IMAX de formato de 70 milímetros, bem como um planetário digital de última geração, e o Red Planet Cafe, decorado para parecer uma estação espacial em Marte. O museu continua a instalar novos expositores relacionados a vários tópicos de Long Island até hoje.

## Galeria de imagens

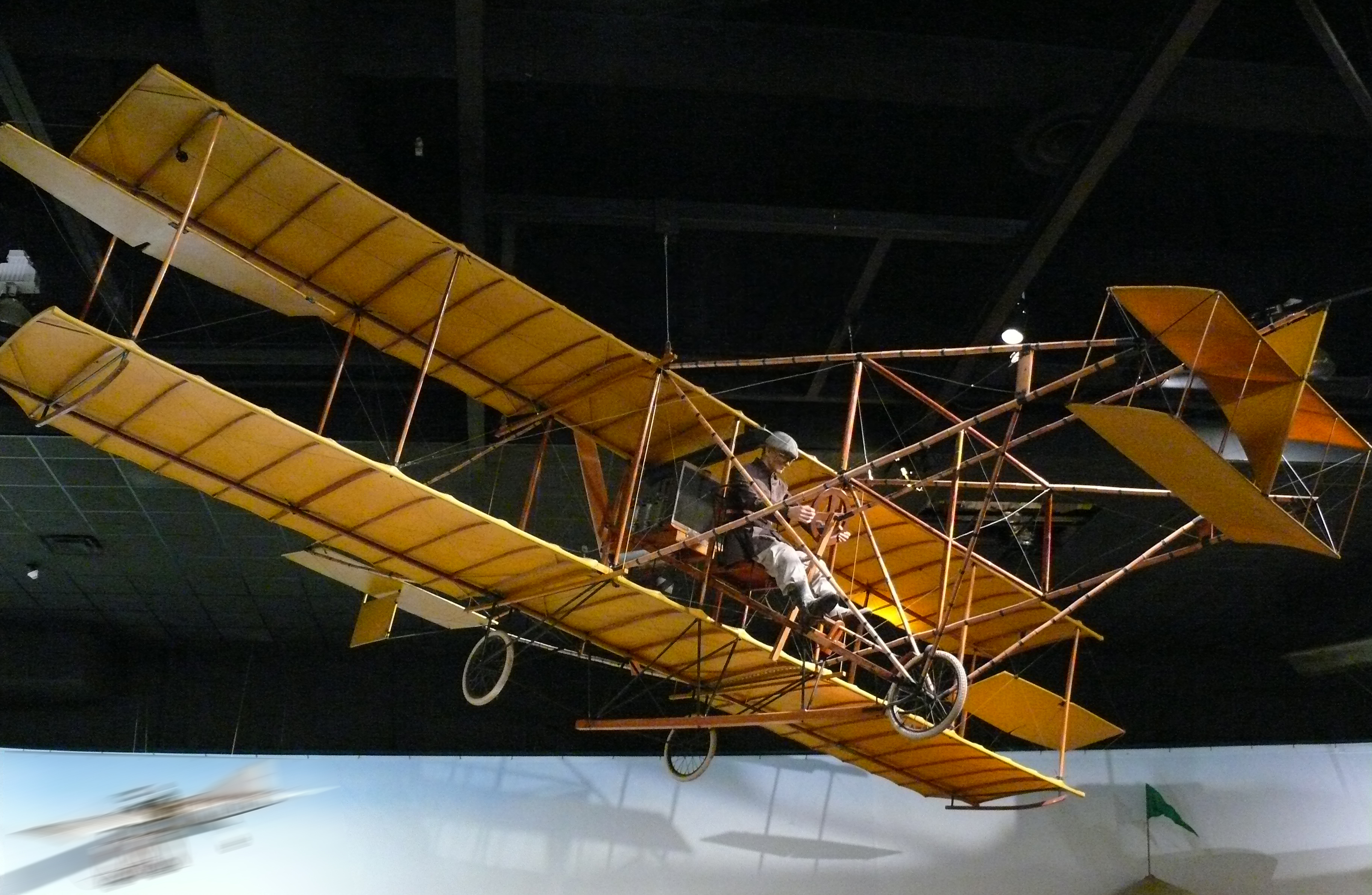
Réplica do Curtiss Golden Flyer
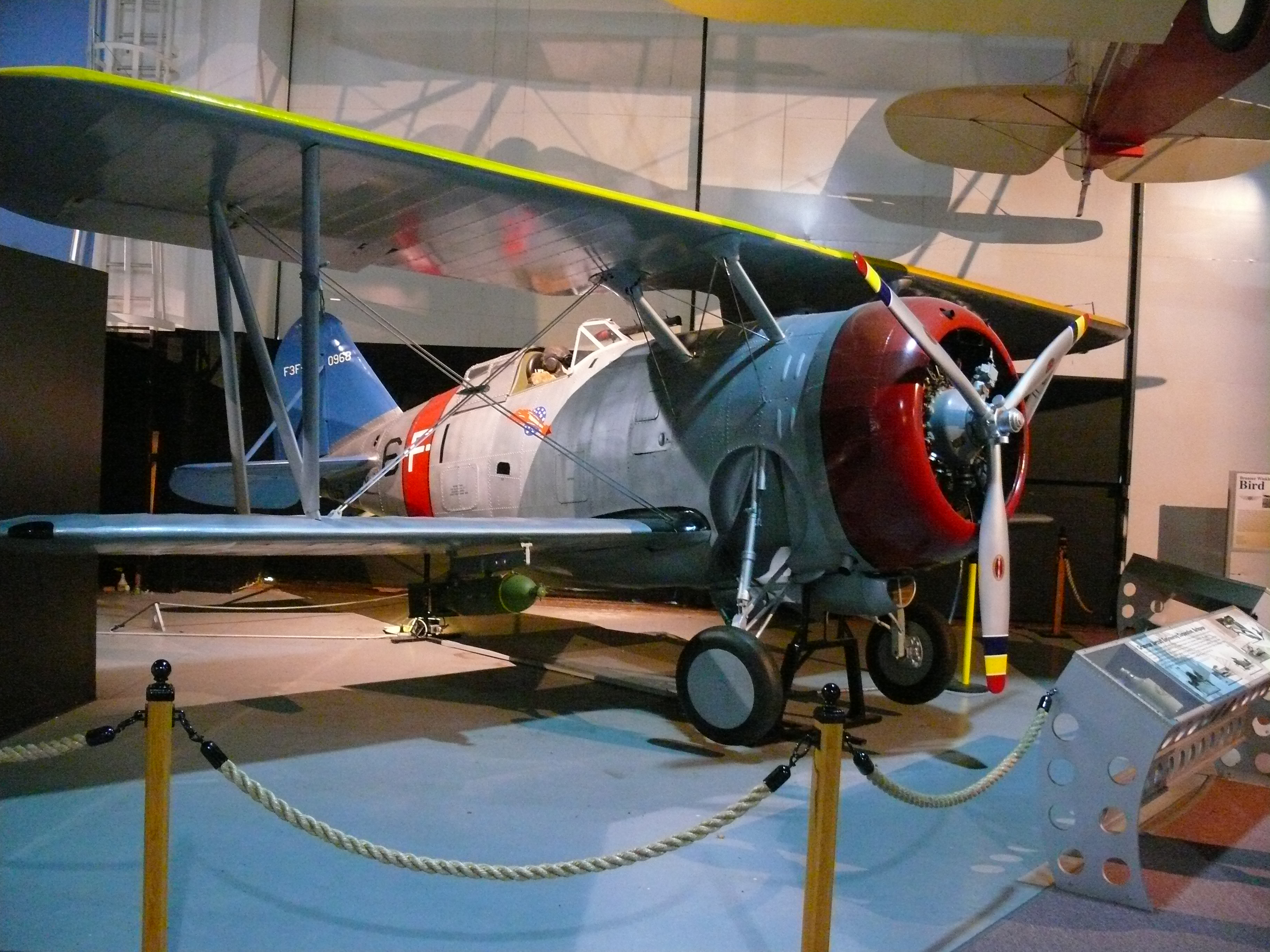
Grumman F3F-2
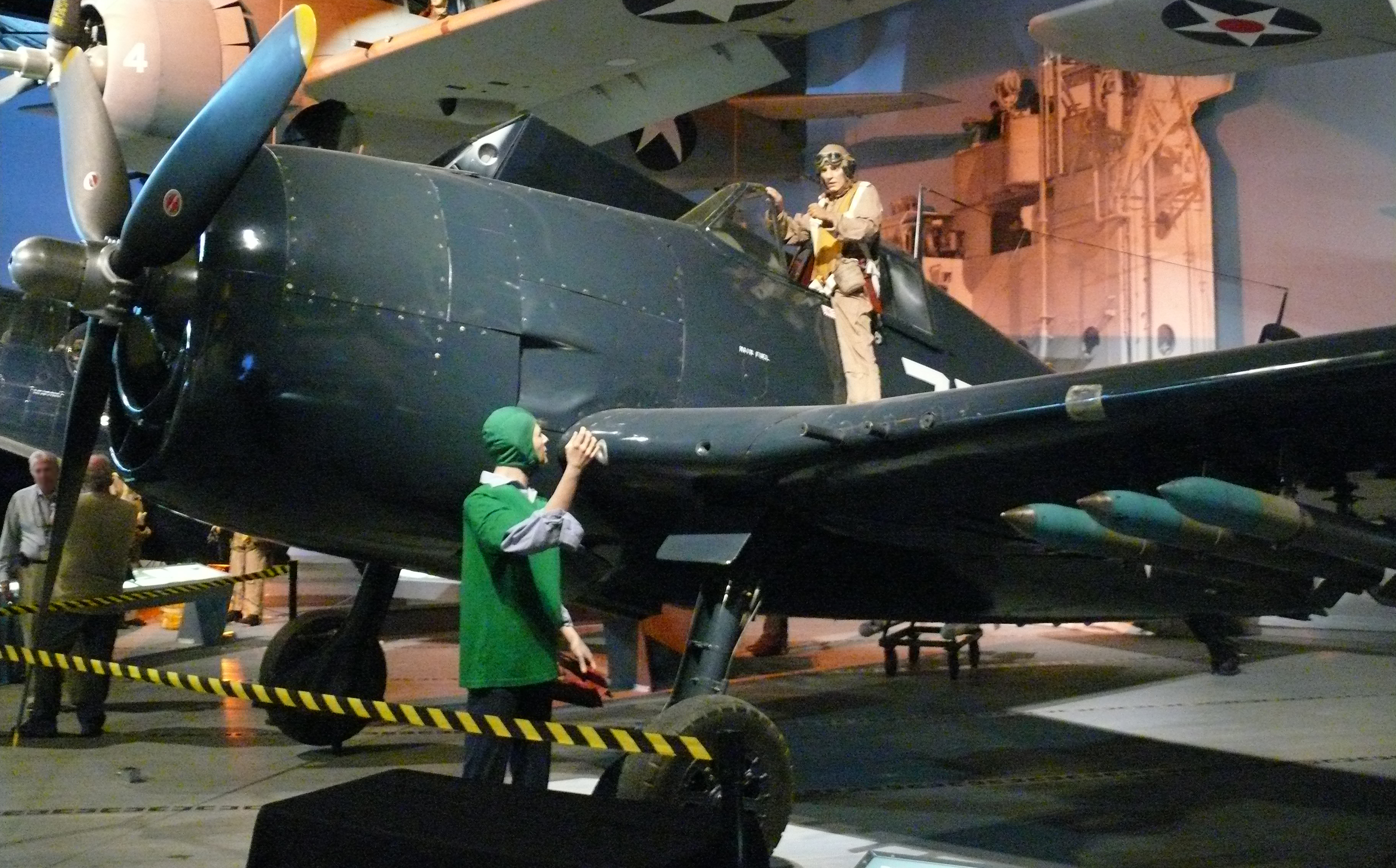
Grumman F6F Hellcat
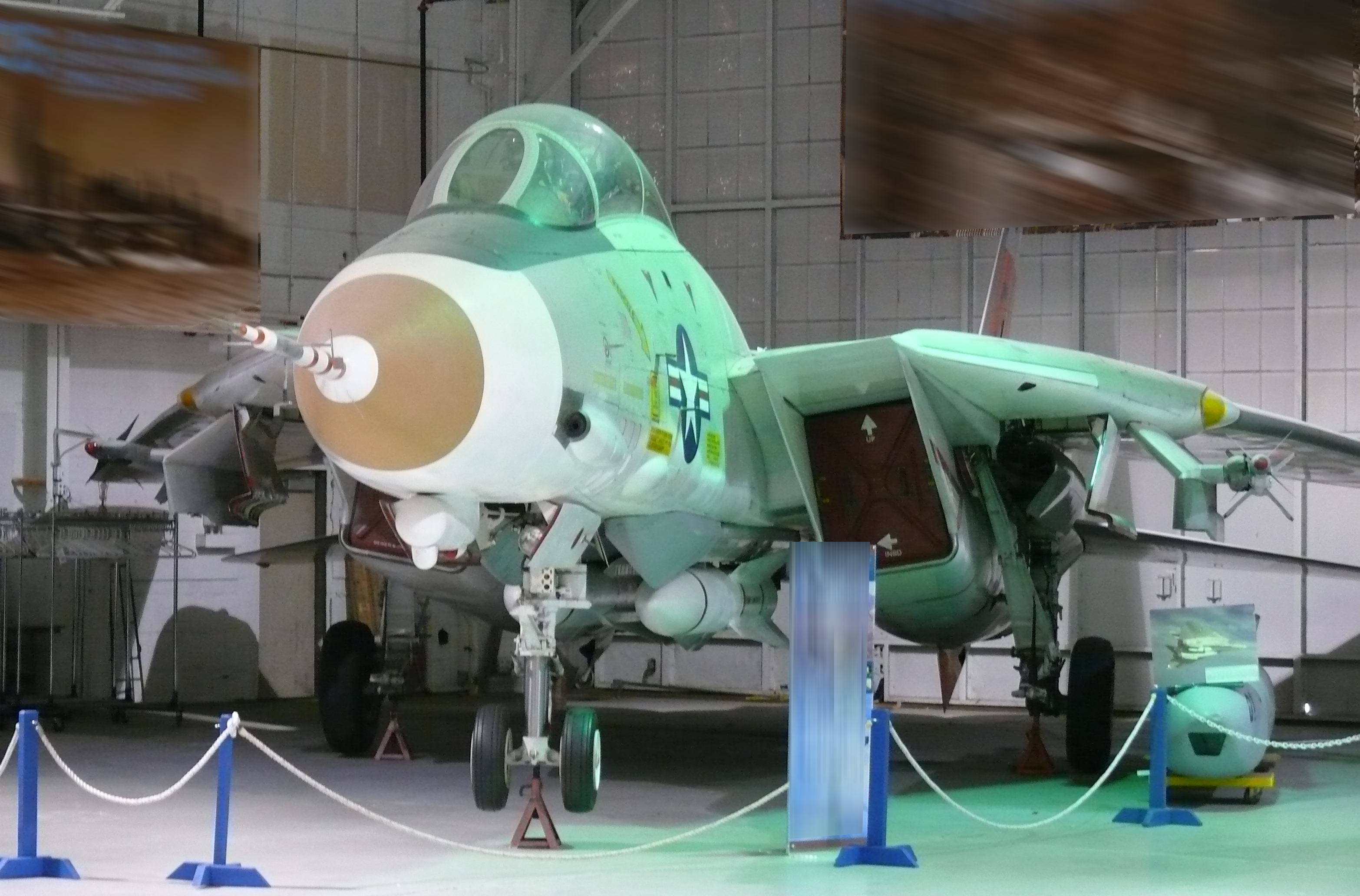
Grumman F-14 Tomcat
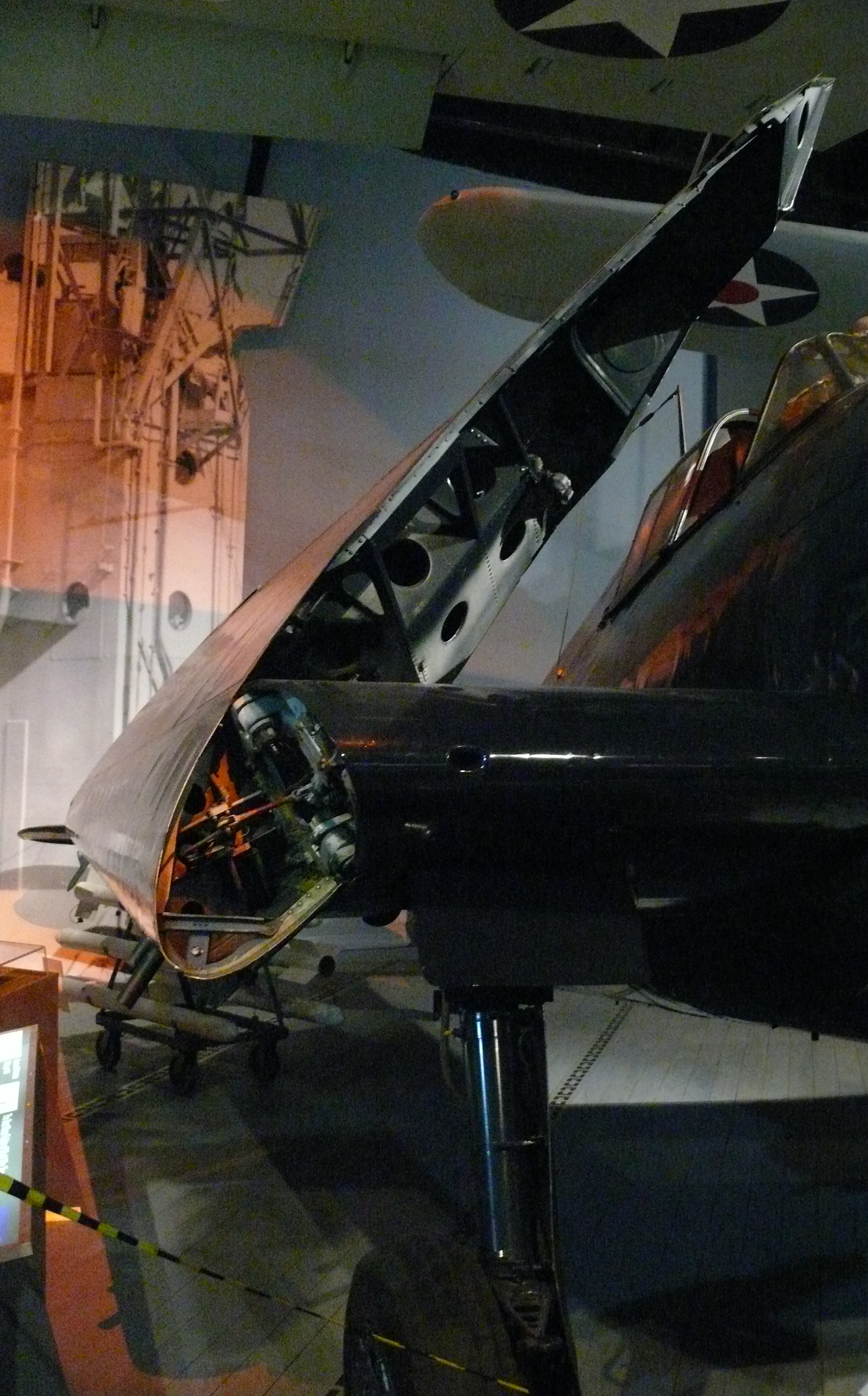
O F6F de asa retrátil
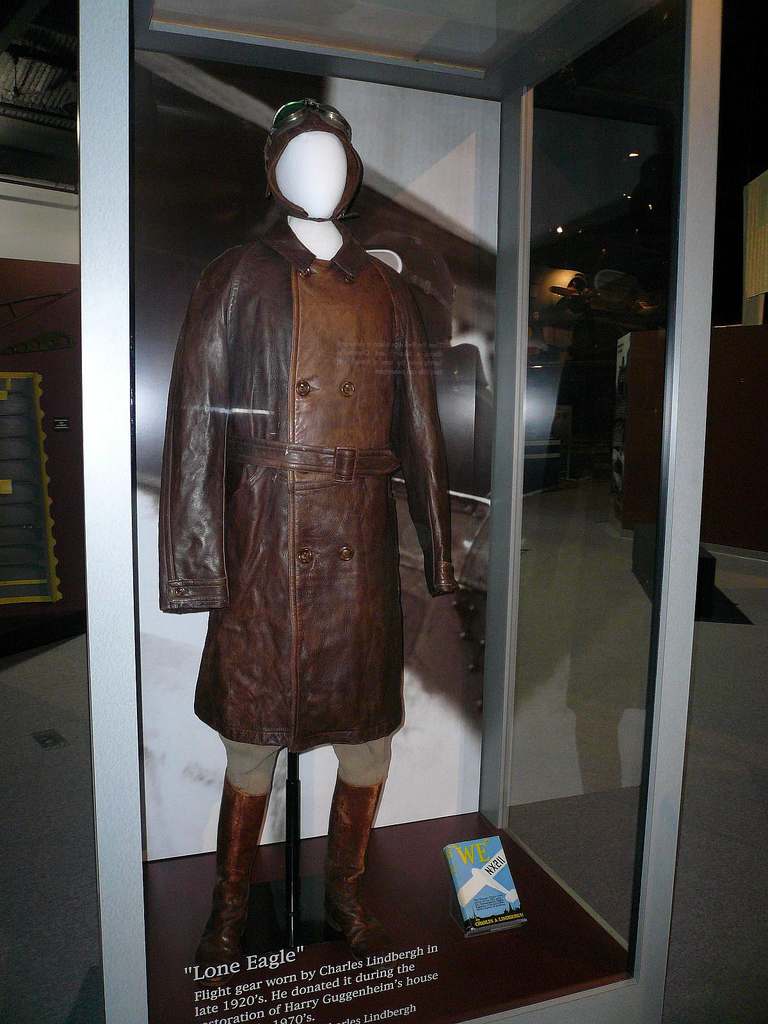
Trajes de voo de  Charles Lindbergh